# دارپ
دارپ (به هلندی: Darp) یک منطقهٔ مسکونی در هلند است که در وسترفلد واقع شده‌است. دارپ ۵۵۰ نفر جمعیت دارد.